# Stephen Janetzko

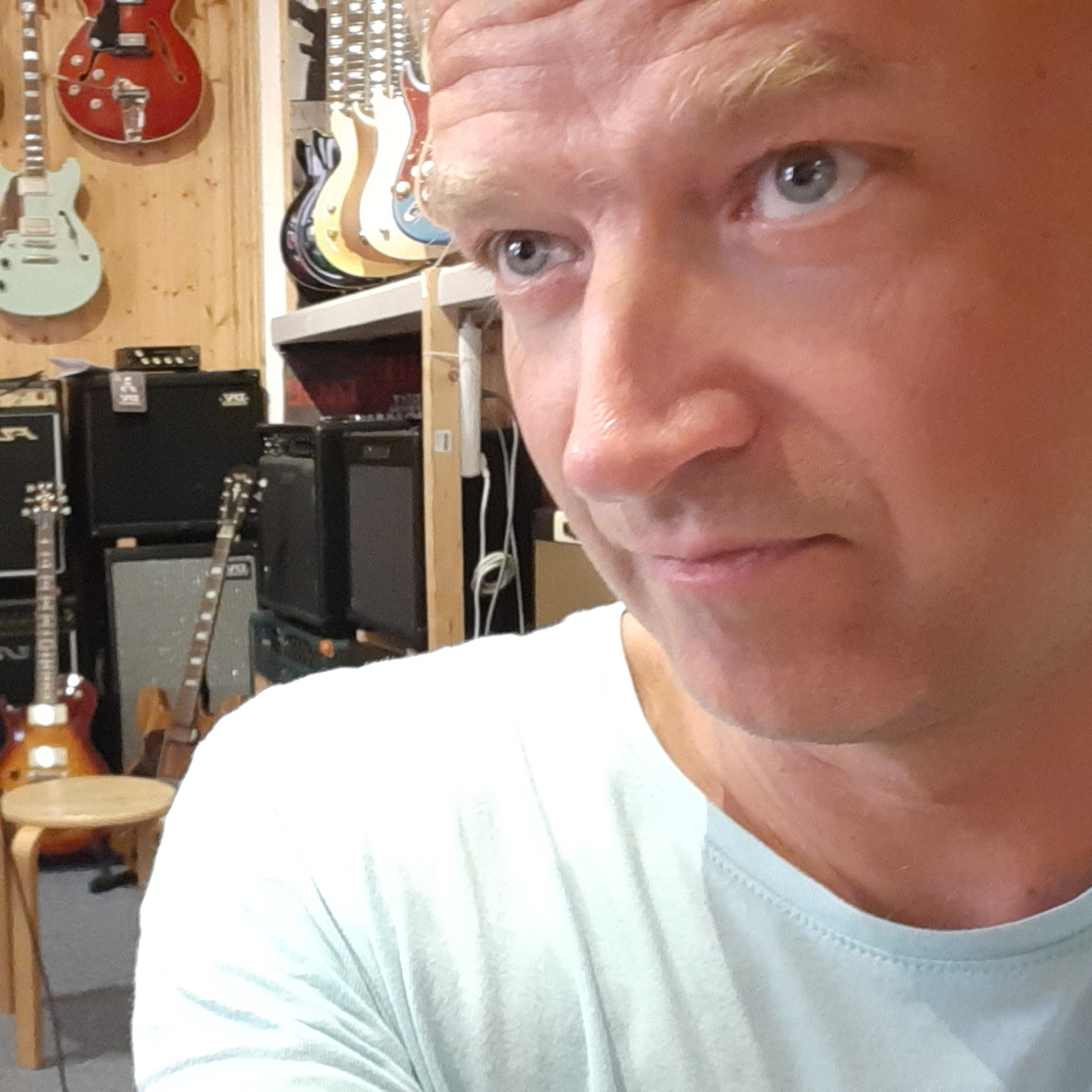
Stephen Janetzko (2022)

Stephen Janetzko (* 26. Dezember 1966 in Hagen) ist ein deutscher Kinderliedermacher und Autor und seit über 25 Jahren auf diesem Gebiet tätig. 
Janetzko studierte an den Universitäten Bochum und Dortmund. Er lebt gegenwärtig in Erlangen.

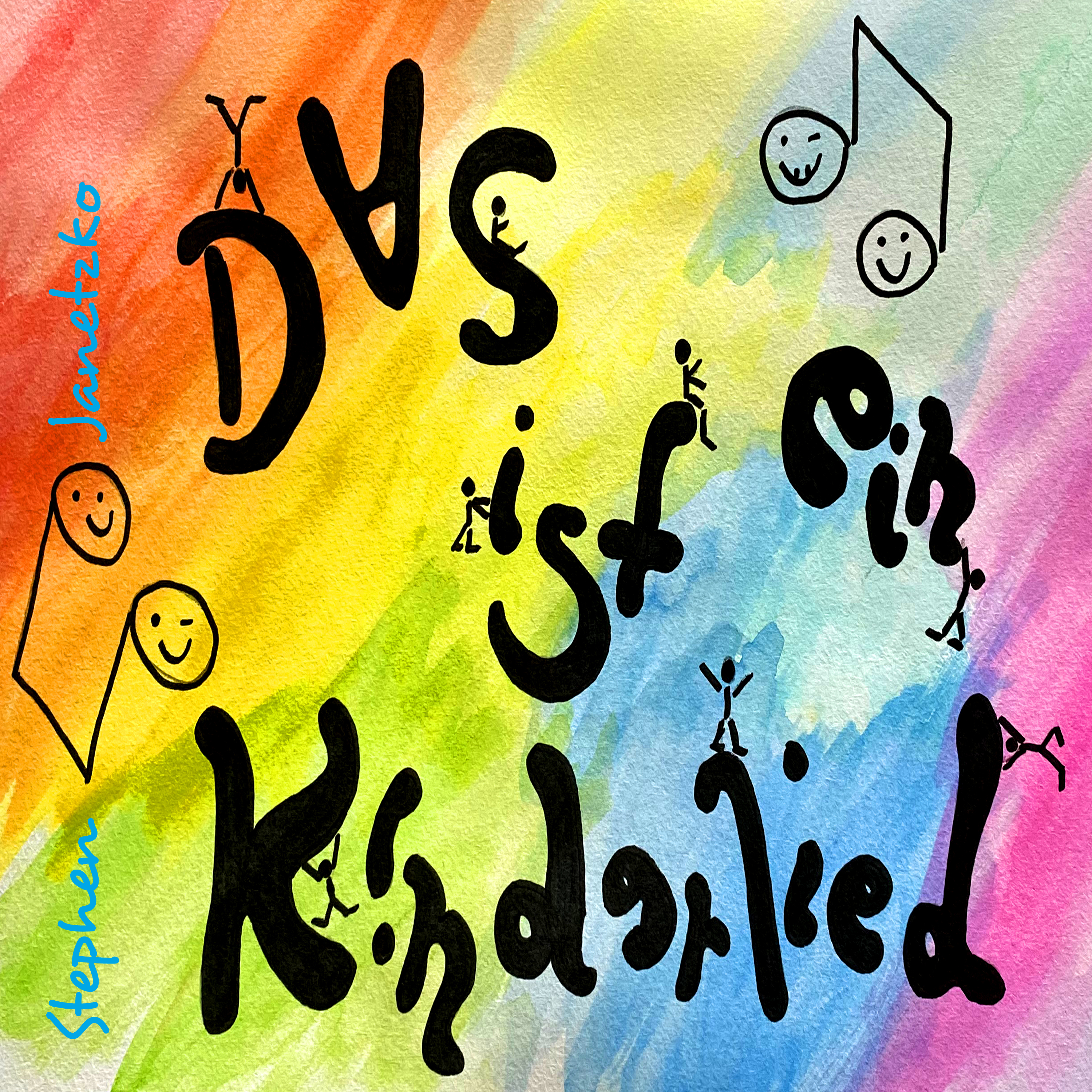
Cover „Das ist ein Kinderlied“ (2022)

## Werke (Auswahl)
- 2005 CD Augen Ohren Nase
- 2006 2-CD-Set Seeräuber Wackelzahn
- 2006 Medienpaket Zünd die erste Kerze an für Don Bosco Medien (Buch mit Andrea Erkert, CD)
- 2007 CD Danke Gott
- 2007 CD Winterzeit im Kindergarten
- 2008 CD Viel Glück und viel Segen (Kooperation mit dem Neukirchener Verlagshaus)
- 2008 CD 24 Lieblingslieder für Krabbelkinder (Don Bosco Medien)
- 2008 CD Ich geh jetzt in die Schule
- 2008 CDs Lieder zur Taufe/Zum Gottesdienst willkommen
- 2008 CD Zahlenspiel-Lieder (Ökotopia-Verlag)
- 2008 CD Früchte Früchte Früchte
- 2009 CD Frühling, Sommer, Herbst und Winter-Die Jahreszeiten musikalisch erleben (Stephen Janetzko/CARE-LINE Verlag)
- 2009 CD Indianer-Lieder für Kinder
- 2009 CD Für meine Mama (Mama-Lied) / CD Für meinen Papa (Papa-Lied)
- 2009 CD In unserm Kindergarten
- 2009 CD Jesus, Bartimäus, Zachäus & Co - Lieder zu Bibel-Geschichten (Kooperation mit dem Neukirchener Verlagshaus)
- 2009 CD Turnhits für Krabbelkids (Ökotopia-Verlag)
- 2009 CD Und wieder brennt die Kerze
- 2010 CD Es schneit, es schneit, es schneit!
- 2010 CD Der Schlunz - Rätsel um das Osterei (Kooperation mit dem Bibellesebund/Kläxbox/SCM ERF-Verlag mit den Liedern Was zu Ostern geschah & Hurra, Jesus lebt!)
- 2010 CD Blubb blubb blubb macht der Fisch - Meine 15 schönsten Lieder für die Kleinsten
- 2010 Medienpaket Engeladvent im Kindergarten für Don Bosco Medien (Buch+CD mit Christa Baumann)
- 2010 CD Piraten-Lieder für Kinder mit Kollegen
- 2010 CD Herbst, Halloween & Laterne
- 2010 CD Turndrache Lotti - Bewegungslieder für Kinder
- 2011 CD Stark wie ein Baum
- 2011 CD Hoch wie ein Flummi
- 2012 CD Super Krabbel-Hits für Kinderland/Neptun
- 2012 CD Ein bisschen so wie Martin
- 2013 CD Bi-Ba-Badewannen-Hits
- 2013 CD Kinderlieder für den Stuhlkreis (Ökotopia-Verlag)
- 2014 CD Der Herbst ist da
- 2014 CD Das Licht einer Kerze
- 2015 CD Viele schöne neue Kinderlieder
- 2015 CD Durch die Straßen auf und nieder
- 2017 CD Der Frühling ist da
- 2017 CD Der Sommer ist da
- 2017 CD Die Herbstzeit ist da
- 2017 CD Der Winter ist da (komplett überarbeitete neue CD-Version)
- 2018 CD Ich schenk dir einen Stern
- 2018 CD Alle Kinder sind jetzt fit